# آمبر أنينغ
آمبر أنينغ (ولدت في 18 نوفمبر 2000) هي عداءة بريطانية، فازت بسباق 400 متر في بطولة ألعاب القوى البريطانية 2024، فازت بالميدالية برونزية مع الفريق البريطاني في رقم قياسي وطني جديد قدره 3:08.01 في سباق  4 × 400 متر تتابع مختلط في دورة الألعاب الأولمبية الصيفية 2024 في باريس، فرنسا.